# Aegidius Strauch II
Aegidius Strauch (Wittenberg, 21 febbraio 1632 – Danzica, 13 dicembre 1682) è stato un teologo e matematico tedesco.

## Biografia

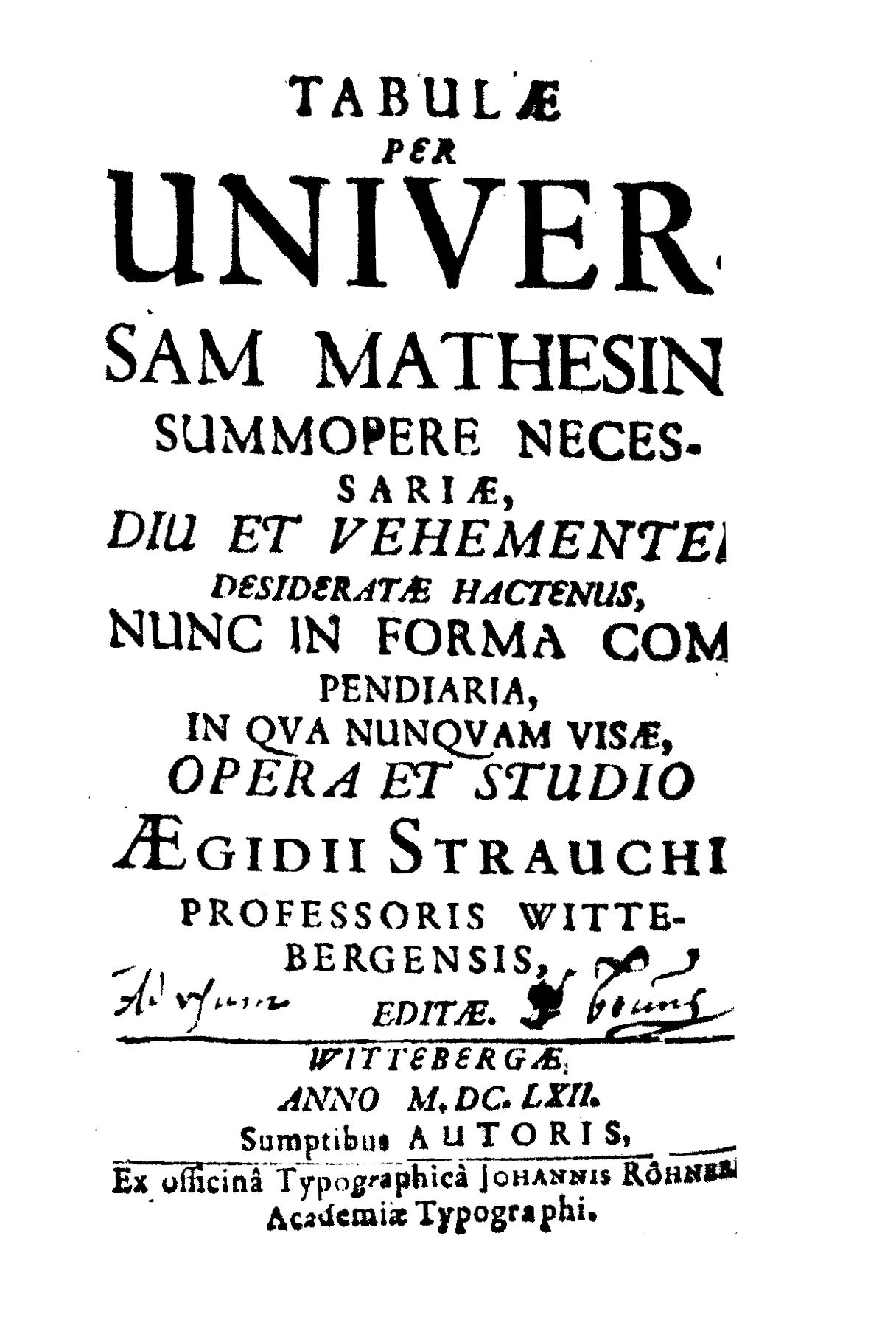
Tabulae per universam mathesin summopere necessariae, 1662

Figlio di un professore, studiò all'università di Wittenberg e all'università di Lipsia. Il 29 aprile 1651 ottenne una laurea magistrale in filosofia. In seguito divenne professore e fu coinvolto in molte controversie con colleghi e fu anche brevemente incarcerato.
Il 9 febbraio 1658 sposò Martha Magarethe Sibylle Cranach (nata il 29 settembre 1634 a Wachsdorf).

## Opere

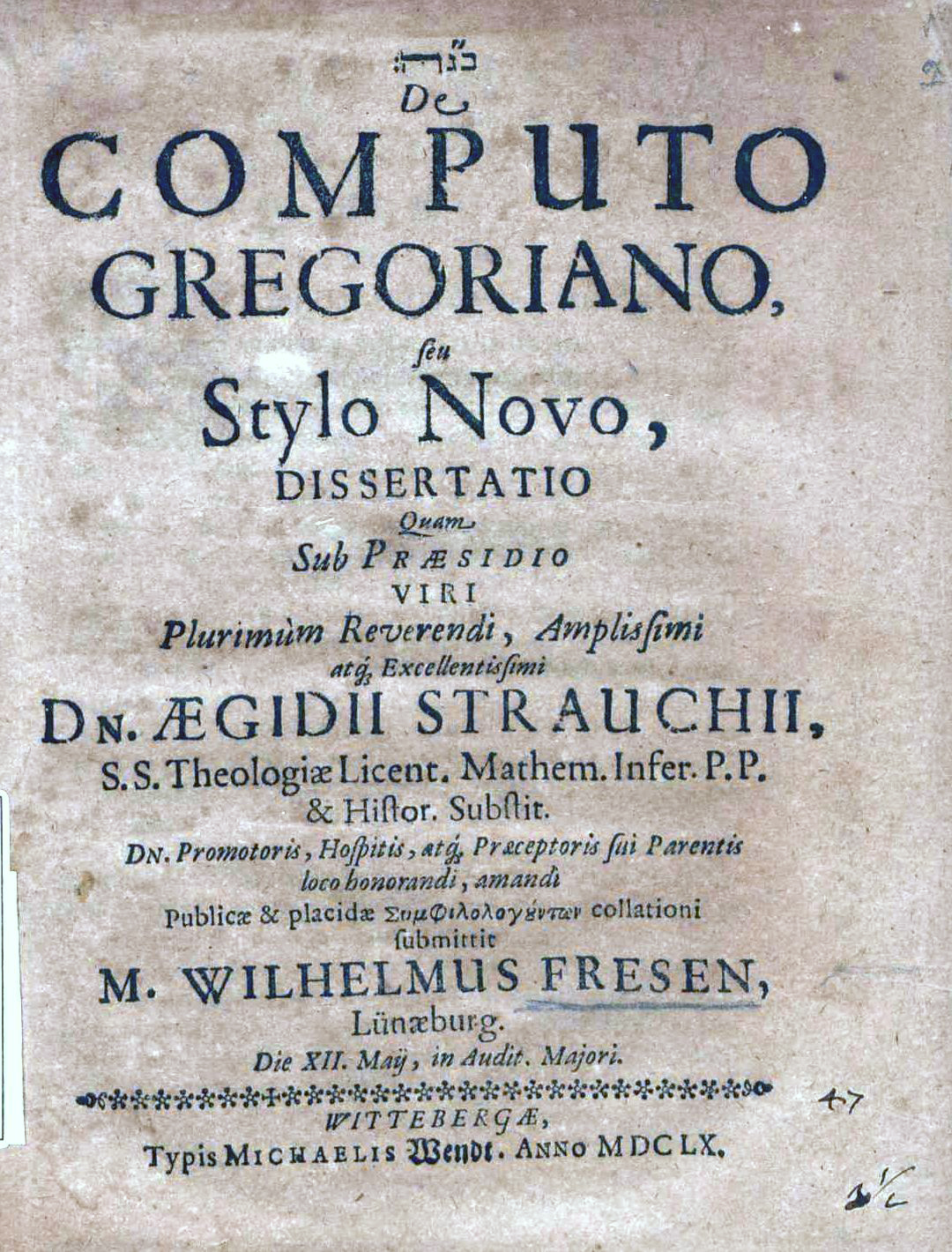
De computo Gregoriano, 1660

- (LA) Breviarium chronologicum, Wittenberg, Joannis Haken, 1657.
- (LA) De computo Gregoriano, Wittenberg, Michael Wendt, 1660.
- (LA) Tabulae per universam mathesin summopere necessariae, Wittenberg, Johann Röhner, 1662.